# カスティリオーネ・ファッレット
カスティリオーネ・ファッレット（伊: Castiglione Falletto）は、イタリア共和国ピエモンテ州クーネオ県にある、人口約700人の基礎自治体（コムーネ）。

## 地理

### 位置・広がり

#### 隣接コムーネ
隣接するコムーネは以下の通り。
- アルバ
- バローロ
- ラ・モッラ
- モンフォルテ・ダルバ
- セッラルンガ・ダルバ